# Österreichischer Kunstpreis
Der Österreichische Kunstpreis, bis zum Jahr 2009 Würdigungspreis, wird vom Bundesministerium für Unterricht, Kunst und Kultur vergeben und zählt zur Gruppe der Staatspreise der Republik Österreich.
Er wird etablierten Künstlern „für ihr umfangreiches, international anerkanntes Gesamtwerk“ zuerkannt. Er wird in verschiedenen Sparten jährlich beziehungsweise biennal (Kinder- und Jugendliteratur) vergeben. Die Ursprünge einzelner Preissparten reichen bis ins Jahr 1972 zurück. 2013 wurde eine zusätzliche Preissparte für etablierte Initiativen von Kulturschaffenden eingerichtet. Die Auswahl der Preisträger des Österreichischen Kunstpreises erfolgt jeweils durch unabhängige Expertenjurys und bei dieser Sparte in Form eines Beirates; eine Bewerbung ist nicht möglich.
Der Preis war anfangs mit 12.000 Euro Preisgeld dotiert. 2017 betrug das Preisgeld 15.000 Euro. 2024 waren die Preise mit jeweils 20.000 Euro dotiert.

## Sparten
Der Kunstpreis gelangt in unterschiedlichen Kategorien zur Verleihung:
- seit 1972 Österreichischer Kunstpreis für Bildende Kunst
- seit 1972 Österreichischer Kunstpreis für Literatur
- seit 1973 Österreichischer Kunstpreis für Musik
- seit 1979 Österreichischer Kunstpreis für Film
- seit 1980 Österreichischer Kunstpreis für Kinder- und Jugendliteratur
- seit 1988 Österreichischer Kunstpreis für Künstlerische Fotografie
- seit 2003 Österreichischer Kunstpreis für Aktuelle Jahresthemen
- seit 2008 Österreichischer Kunstpreis für Medienkunst
- seit 2013 Österreichischer Kunstpreis für Kulturinitiativen
- seit 2016 Hans-Hollein-Kunstpreis für Architektur:
  - 2016: Hermann Czech[4]
  - 2017: Marie-Therese Harnoncourt und Ernst J. Fuchs vom Architekturbüro the next ENTERprise Architects[5]
  - 2018: StudioVlayStreeruwitz (Bernd Vlay und Lina Streeruwitz)[6]
  - 2019: PPAG architects (Anna Popelka/Georg Poduschka)[7]
  - 2020: Elsa Prochazka[8]
  - 2021: Günther Feuerstein[9]
  - 2022: ARTEC Architekten[10]
  - 2023: Auböck + Kárász Landscape Architects[11]
  - 2024: Heidi Pretterhofer/Michael Rieper[3]
- seit 2021 Österreichischer Kunstpreis für Darstellende Kunst
  - 2021: ImPulsTanz-Gründer Karl Regensburger und in memoriam Ismael Ivo[9]
  - 2022: toxic dreams[10]
  - 2023: Aktionstheater Ensemble
  - 2024: Doris Uhlich[3]

## Geschichte
Der Kunstpreis ersetzt seit 2010 eine Reihe von Würdigungspreisen, die bis 2009 von diesem Ministerium vergeben wurden.
Analog dazu wurden auch die vom Ministerium vergebenen Förderpreise neu organisiert und in die Outstanding Artist Awards überführt.